# Jan Halas

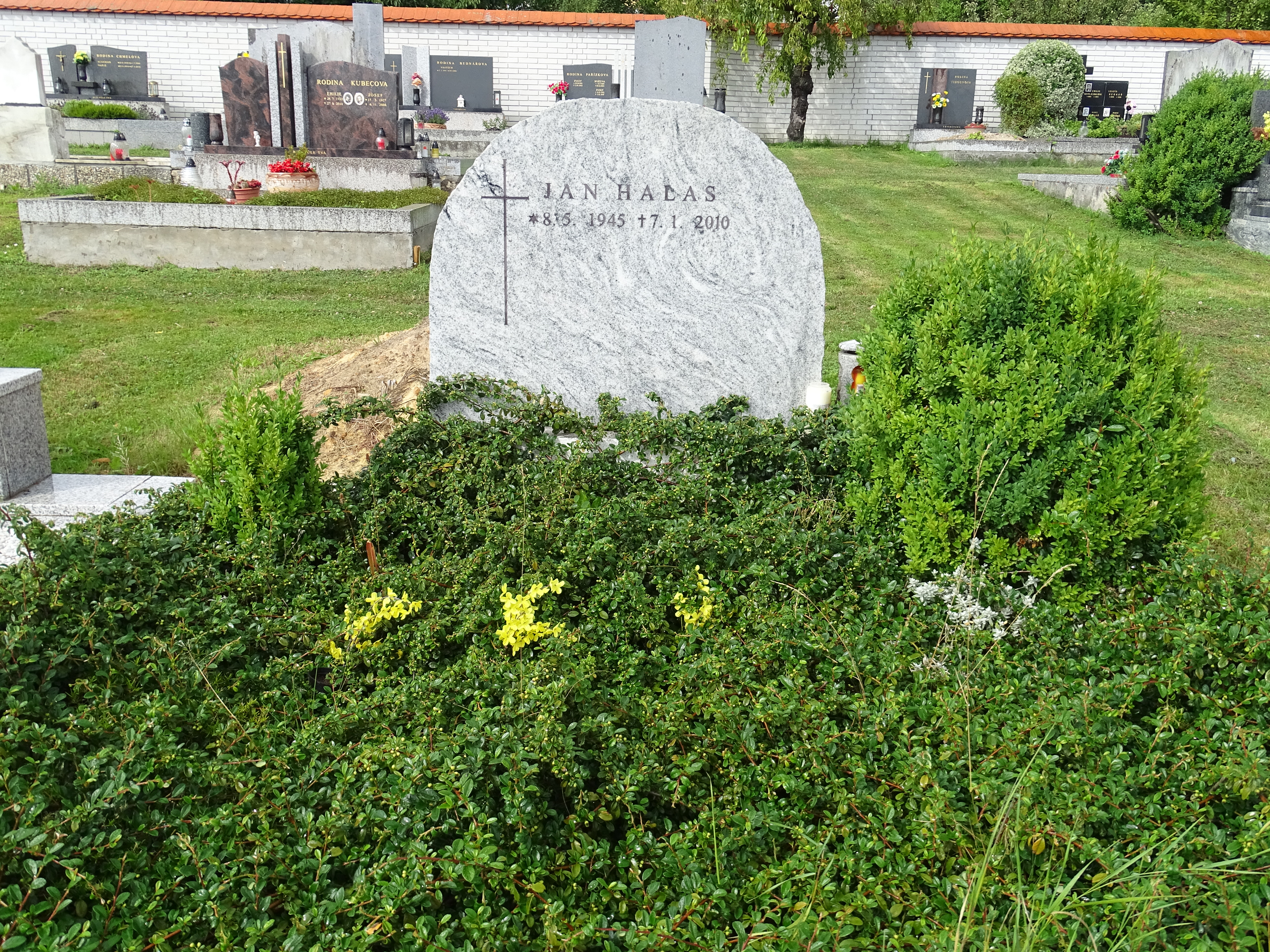
Hrob Jana Halase v Kunštátu

Jan Halas (8. května 1945 Praha – 7. ledna 2010 Boskovice) byl český publicista, novinář a rozhlasový redaktor, syn básníka Františka Halase a kunsthistoričky Libuše Halasové a bratr historika a diplomata Františka X. Halase.

## Životopis
V roce 1970 absolvoval svá studia na Fakultě sociálních věd a publicistiky Univerzity Karlovy. Zaměstnancem Československého rozhlasu se stal v roce 1970, kdy působil jako redaktor programového týdeníku Rozhlas resp. Týdeníku Rozhlas. Jako publicista se zabýval především vydáváním literárního odkazu svého otce Františka Halase.
Od roku 1990 do roku 2007 působil jako vedoucí literární redakce Českého rozhlasu stanice ČRo3 Vltava. Do rozhlasového vysílání připravil, mimo jiné, 173 čtení na pokračování z Jeruzalémského překladu Bible z překladu svého bratra F. X. Halase a švagrové Dagmar Halasové.

## Knihy
- 1996 Dodatky – vzpomínková kniha na lidi z okruhu přátel rodiny Halasových
- 2006 fejetony z Mladé fronty Dnes (bibliofilský tisk)

## Práce pro rozhlas
- 1994 - Robert Louis Stevenson: Podivný případ Dr. Jekylla a pana Hyda, rozhlasová úprava.[2]

## Ocenění
- 2004 Cena Magnesia Litera za přínos české literatuře